# Vărăncău, Stînga Nistrului
Vărăncău este satul de reședință al comunei cu același nume din raionul Rîbnița, Unitățile Administrativ-Teritoriale din Stînga Nistrului (Transnistria), Republica Moldova. În secolul al XIX-lea, satul făcea parte din volostul Vărăncău, uezdul Balta, Gubernia Podolia.

## Istorie
Modernizarea satului este strâns legată de omul de stat sovietic Efim Cebotari. În anul 1959, acesta a ajuns președinte al fermei colective "V. I. Lenin" (redenumită în 1967 "50 de ani de la revoluția din Octombrie"). Aceasta a prosperat sub conducerea sa. Cebotar a făcut eforturi pentru a îmbunătăți viața sătenilor, astfel încât, în 1966, localitatea a fost electrificată, iar, câțiva ani mai târziu, a fost introdus un sistem de apă curentă. A mai fost construită o casă de cultură cu peste 900 de locuri (pe atunci cea mai mare din raionul Rîbnița), precum și o școală modernă.

## Legături externe
- pl Woronków, wieś nad Woronkową Doliną în Dicționarul geografic al Regatului Poloniei și al altor țări slave, volum XIII (Warmbrun — Worowo) 1893